# Прва гимназија (Сарајево)
Прва гимназија у Сарајеву је најстарија средњошколска установа у Босни и Херцеговини. Основана је 1879. године указом Земаљске владе, а одлуком аустријског цара и угарског краља Франца Јозефа. Дан школе се прославља 6. априла.

## Историја
Први директор школе је био др Иван Бранислав Зох. Прве школске године школа је имала 42 ученика. До 1919. године гимназија је била мушка школа. Прва зграда у којој се школа налази била је зграда Руздије у Халилбашићевој улици, послије које се школа сели у Саломову зграду на углу Јефићеве улице код Сарајевске катедрале. У данашњу зграду школа се преселила 1889. године.
Школа је 1883. године у Трсту освојила другу награду на аустроугарској школској изложби, остављајући иза себе школе из Беча и Будимпеште.
Наставни језик школе је био „балкански земаљски језик са латинским и ћириличкним писмом”. Школа је била веома добро опремљена, а кабинети, учила и уџбеници су били уређени по највишим дидатичким мјерилима и достигнућима тадашњег времена.

## Називи
- Царска-краљевска реална гимназија
- Класична (хуманистичка) гимназија, 1883—1884;
- Велика гимназија, 1884—1922;
- Прва гимназија, 1922—1925;
- Прва мушка реална гимназија, 1925—1953;
- Државна класична гимназија — Прва мушка гимназија, 1953—1954;
- Државна класична гимназија, 1954—1960;
- Прва класична гимназија, 1960—1961;
- Прва гимназија, 1961—1982;
- Револуционари и народни хероји Прве гимназије, 1982—1991;
- Јавна установа Прва гимназија, 1991

## Ученици
За 120 година постојања кроз школу је прошло скоро 40.000 ученика. Најпознатији ученици су
- књижевници — Сафвет-бег Башагић, Исак Самоковлија, Тугомир Алауповић и Петар Кочић,
- сликари — Војо Димитријевић, Бранко Шотра, Јован Бијелић и Марио Микулић,
- нобеловци — Владимир Прелог и Иво Андрић.

## Директори
Током постојања гимназије, школа је имала   директора, и то:
- Иван Бранислав Зох
- Густав Јохан Јили, 1882—1884;
- Даворин Неманић, 1884—1890;
- Мартин Бедјанић, 1900—1910;
- Драган Кудлих, 1910—1915;
- Иван Ковачић, 1916—1918;
- Милан Чуовић, 1918—1926;
- Владимир Периновић, 1926—1928;
- Лазар Кондић, 1931—1940;
- Миленко Видковић, 1945—1950;
- Обрен Вукомановић, 1950—1951;
- Иван Барбадић, 1951—1956;
- Момчило Јовановић, 1959—1965;
- Бланка Поповић, 1965—1973;
- Адила Мухамедагић, 1974—1982;
- Амир Авдагић, 1983—1987;
- Злата Буквић, 1987—2000;
- Ешрефа Гачанин, 2000—2009;
- Јасмина Хаџимуртезић, 2009—2013;
- Кенан Новалија, 2013—2016;
- Јасмина Мелкић, 2016—2017;
- Лејла Тузлак од 2017.